# Sympherobius blanchardi
Sympherobius blanchardi är en insektsart som först beskrevs av Navás 1930.  Sympherobius blanchardi ingår i släktet Sympherobius och familjen florsländor. Inga underarter finns listade i Catalogue of Life.